# Aplidium kottae
Aplidium kottae är en sjöpungsart som beskrevs av Enrico Adelelmo Brunetti 2007. Aplidium kottae ingår i släktet Aplidium och familjen klumpsjöpungar. Inga underarter finns listade i Catalogue of Life.